# Slalåma
Slalåma (norwegisch für Slalom) ist ein steiler Eishang im ostantarktischen Königin-Maud-Land. Im Borgmassiv liegt er auf der Nordostseite der Borga.
Norwegische Kartographen, die ihn auch benannten, kartierten ihn anhand von Vermessungen und Luftaufnahmen der Norwegisch-Britisch-Schwedischen Antarktisexpedition (1949–1952).